# Fulton County (Kentucky)
Das Fulton County ist ein County im US-amerikanischen Bundesstaat Kentucky. Im Jahr 2020 hatte das County 6515 Einwohner und eine Bevölkerungsdichte von 12 Einwohnern pro Quadratkilometer. Der Verwaltungssitz (County Seat) ist Hickman, das nach der Ehefrau von G.W.F. Marr benannt wurde, der das Land für die Stadtgründung zur Verfügung gestellt hat.

## Geografie
Das County liegt im äußersten Südwesten von Kentucky und grenzt im Süden an Tennessee sowie getrennt durch den Mississippi im Nordwesten an Missouri. Das Fulton County hat eine Fläche von 597 Quadratkilometern, wovon 56 Quadratkilometer Wasserfläche sind. Eine westlich gegenüber New Madrid, Missouri, in einer Mississippi-Schleife gelegene, etwa 35 km² große Halbinsel ist nur über das Gebiet von Tennessee erreichbar. An das Fulton County grenzen folgende Nachbarcountys:
| Mississippi County (Missouri) |                          | Hickman County |
| New Madrid County (Missouri)  |                          |                |
| Lake County (Tennessee)       | Obion County (Tennessee) |                |

## Geschichte
Das Fulton County wurde am 15. Januar 1845 aus Teilen des Hickman County gebildet. Benannt wurde es nach Robert Fulton, einem Erfinder.

## Demografische Daten

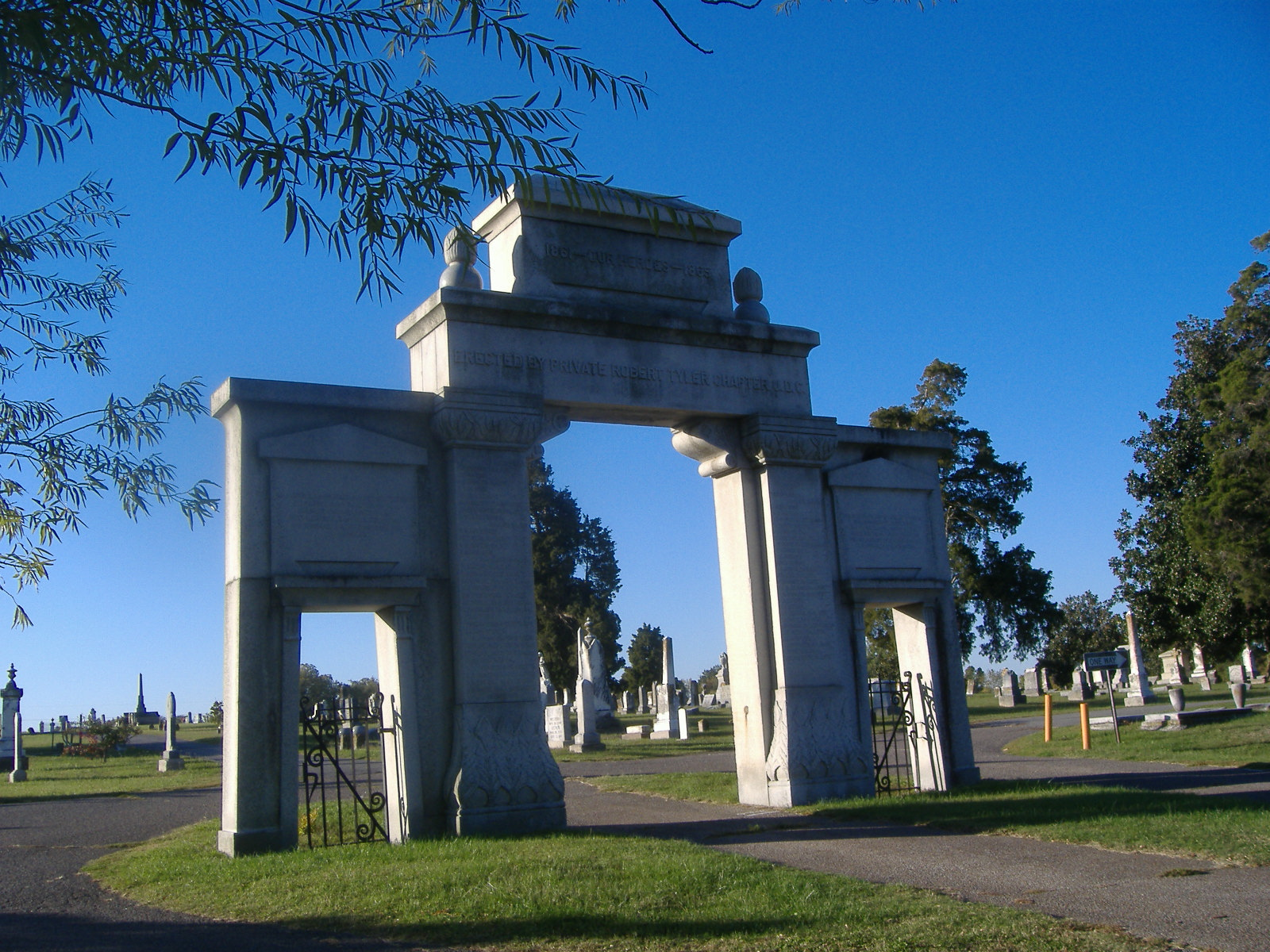
Confederate Memorial Gateway in Hickman

Nach der Volkszählung im Jahr 2010 lebten im Fulton County 6813 Menschen in 2931 Haushalten. Die Bevölkerungsdichte betrug 12,6 Einwohner pro Quadratkilometer. In den 2931 Haushalten lebten statistisch je 2,22 Personen.
Ethnisch betrachtet setzte sich die Bevölkerung zusammen aus 73,8 Prozent Weißen, 23,2 Prozent Afroamerikanern, 0,3 Prozent amerikanischen Ureinwohnern, 0,7 Prozent Asiaten sowie aus anderen ethnischen Gruppen; 2,0 Prozent stammten von zwei oder mehr Ethnien ab. Unabhängig von der ethnischen Zugehörigkeit waren 1,0 Prozent der Bevölkerung spanischer oder lateinamerikanischer Abstammung.
20,7 Prozent der Bevölkerung waren unter 18 Jahre alt, 60,7 Prozent waren zwischen 18 und 64 und 18,6 Prozent waren 65 Jahre oder älter. 49,9 Prozent der Bevölkerung war weiblich.
Das jährliche Durchschnittseinkommen eines Haushalts lag bei 31.965 USD. Das Pro-Kopf-Einkommen betrug 16.908 USD. 27,6 Prozent der Einwohner lebten unterhalb der Armutsgrenze.

## Ortschaften im Fulton County
Citys
- Fulton
- Hickman

Unincorporated Communities
| - Anna Lynne - Bondurant - Brownsville - Cayce | - Crutchfield - Jordan - Ledford - Miller | - Riceville - Tyler |

## Gliederung
Das Fulton County ist in Census County Divisions (CCD) eingeteilt:
| CCD               | Einwohner 2010 | Einwohner 2020 | FIPS     |
| ----------------- | -------------- | -------------- | -------- |
| Fulton CCD        | 3802           | 3567           | 21-91360 |
| Hickman CCD       | 2993           | 2939           | 21-91712 |
| Kentucky Bend CCD | 18             | ---            | 21-91918 |

## Belege
1. ↑  Auszug aus dem National Register of Historic Places. Abgerufen am 13. März 2011.
2. ↑  Auszug aus dem National Register of Historic Places. Abgerufen am 13. März 2011.
3. ↑  Fulton County (Kentucky). In: Geographic Names Information System. United States Geological Survey, United States Department of the Interior, abgerufen am 5. September 2024 (englisch).
4. ↑  US Census Bureau: Search Results Total Population in Fulton County, Kentucky. Abgerufen am 29. Januar 2024 (amerikanisches Englisch).
5. ↑  National Association of Counties Abgerufen am 10. September 2012.
6. ↑  U.S. Census Bureau _ Census of Population and Housing Abgerufen am 18. Februar 2011.
7. ↑  Auszug aus Census.gov Abgerufen am 18. Februar 2011.
8. 1 2  U.S. Census Buero, State & County QuickFacts – Fulton County, KY (Memento des Originals vom 10. Juli 2011 auf WebCite)  Info: Der Archivlink wurde automatisch eingesetzt und noch nicht geprüft. Bitte prüfe Original- und Archivlink gemäß Anleitung und entferne dann diesen Hinweis. Abgerufen am 10. September 2012.
9. ↑  Missouri Census Data Center – Kentucky (Seite nicht mehr abrufbar, festgestellt im April 2018. Suche in Webarchiven)  Info: Der Link wurde automatisch als defekt markiert. Bitte prüfe den Link gemäß Anleitung und entferne dann diesen Hinweis. Abgerufen am 10. September 2012.
10. ↑  US Census Bureau: Search Results. Abgerufen am 29. Januar 2024 (amerikanisches Englisch).

Koordinaten: 36° 33′ N, 89° 11′ W